# Spirostreptus xanthodactylus
Spirostreptus xanthodactylus är en mångfotingart som beskrevs av Gerstaecker 1873. Spirostreptus xanthodactylus ingår i släktet Spirostreptus och familjen Spirostreptidae. Inga underarter finns listade i Catalogue of Life.